# سيلفستر هيكس
سيلفستر هيكس (بالإنجليزية: Sylvester Hicks)‏ هو لاعب كرة قدم أمريكية أمريكي، ولد في 2 أبريل 1955 في جاكسون في الولايات المتحدة.

## وصلات خارجية
- سيلفستر هيكس على موقع مرجع كرة القدم المحترفة.كوم (الإنجليزية)
- سيلفستر هيكس على موقع JustSportsStats.com (الإنجليزية)